# Mail delivery agent
Mail Delivery Agent (MDA, Агент доставки электронной почты) — программа, принимающая входящие электронные письма и доставляющая их на электронный ящик получателя (если адрес назначения расположен на том же компьютере) или перенаправляющая их на другой почтовый сервер (если адрес назначения расположен на другом компьютере).
MDA не всегда является также MTA (Mail Transfer Agent), хотя различные почтовые сервера сочетают в себе обе функции — передачи и доставки.